# Anna Hasselborg
Anna Ellinor Hasselborg (Estocolmo, 5 de mayo de 1989) es una deportista sueca que compite en curling.
Participó en dos Juegos Olímpicos de Invierno, obteniendo dos medallas, oro en Pyeongchang 2018 y bronce en Pekín 2022.
Ganó dos medallas en el Campeonato Mundial de Curling, en los años 2018 y 2019, una  medalla de oro en el Campeonato Mundial de Curling Mixto Doble de 2019 y seis medallas en el Campeonato Europeo de Curling entre los años 2016 y 2024.

## Palmarés internacional
| Juegos Olímpicos               | Juegos Olímpicos            | Juegos Olímpicos  | Juegos Olímpicos |
| Año                            | Lugar                       | Medalla           | Prueba           |
| ------------------------------ | --------------------------- | ----------------- | ---------------- |
| 2018                           | Pyeongchang (Corea del Sur) | Medalla de oro    | Equipo           |
| 2022                           | Pekín (China)               | Medalla de bronce | Equipo           |
| Campeonato Mundial             |                             |                   |                  |
| Año                            | Lugar                       | Medalla           | Prueba           |
| 2018                           | North Bay (Canadá)          | Medalla de plata  | Equipo           |
| 2019                           | Silkeborg (Dinamarca)       | Medalla de plata  | Equipo           |
| Campeonato Mundial Mixto Doble |                             |                   |                  |
| Año                            | Lugar                       | Medalla           | Prueba           |
| 2019                           | Stavanger (Noruega)         | Medalla de oro    | Mixto doble      |
| Campeonato Europeo             |                             |                   |                  |
| Año                            | Lugar                       | Medalla           | Prueba           |
| 2016                           | Renfrew (Reino Unido)       | Medalla de plata  | Equipo           |
| 2017                           | San Galo (Suiza)            | Medalla de plata  | Equipo           |
| 2018                           | Tallin (Estonia)            | Medalla de oro    | Equipo           |
| 2019                           | Helsingborg (Suecia)        | Medalla de oro    | Equipo           |
| 2021                           | Lillehammer (Noruega)       | Medalla de plata  | Equipo           |
| 2024                           | Lohja (Finlandia)           | Medalla de plata  | Equipo           |